# Slaugenhopia texensis
La slaugenhopia (Slaugenhopia texensis) è un anfibio temnospondilo estinto, appartenente agli dvinosauri. Visse nel Permiano inferiore (circa 280 - 270 milioni di anni fa) e i suoi resti fossili sono stati ritrovati in Texas.

## Descrizione
Questo animale era piuttosto simile a una salamandra, con una testa grossa e larga e un muso corto. Il corpo era allungato, munito di numerose vertebre, e le zampe dovevano essere corte ma ben ossificate. Slaugenhopia era caratterizzato da una tacca nell'osso pterigoide del palato, nota come incisura pterigoidea. Altre caratteristiche di Slaugenhopia includono un processo cultriforme del palato particolarmente ampio, un ampio contatto tra il basisfenoide e il parasfenoide nella parte ventrale del cranio, e le ossa postparietali a forma di L sul retro del cranio. L'assai simile Kourerpeton, anch'esso proveniente dal Texas e probabilmente del Permiano inferiore, era dotato come Slaugenhopia di un osso postorbitale ingrandito e di un piccolo osso postfrontale vicino alle orbite. Le vertebre dei due animali, inoltre, erano piuttosto simili, con intercentri a forma di anello e pleurocentri piccoli e a forma di mezzaluna. Slaugenhopia tuttavia possedeva un margine posteriore del cranio dritto, mentre Kourerpeton lo aveva ondulato. 

## Classificazione
Slaugenhopia texensis venne descritto per la prima volta nel 1962 da Everett C. Olson, sulla base di frammenti fossili ritrovati nella cava Kahn del Driver Ranch nella contea di Knox, in Texas, nella formazione San Angelo risalente alla fine del Permiano inferiore. Una mandibola rinvenuta in precedenza a Little Croton Creek venne poi attribuita a Slaugenhopia (Milner e Sequeira, 2004). Olson ritenne che questo animale fosse uno stretto parente di Trimerorhachis, un altro anfibio ben conosciuto del Permiano inferiore nordamericano, e che fosse intermedio tra qest'ultimo genere e Dvinosaurus. Successive analisi, grazie anche alla scoperta di un anfibio noto come Thabanchuia, hanno indicato che Slaugenhopia era un membro degli dvinosauri, ma in una posizione nettamente derivata: è considerato infatti un tupilakosauride, ovvero membro di un clade comprendente gli ultimi e più specializzati tra gli dvinosauri.